# Autódromo de la Ciudad de Pigüé
Der Autódromo de la Ciudad de Pigüé ist eine Motorsport-Rennstrecke in Pigüé (im Partido Saavedra) in der argentinischen Provinz Buenos Aires.

## Geschichte
Die Rennstrecke wurde am 2. Juli 1979 eröffnet. Zu den bekanntesten Rennserien, welche auf der Strecke Veranstaltungen abhielten, gehören die Turismo Nacional und die TC2000.

## Die Strecke
Die Strecke ist ein 3,001 Kilometer langer Rundkurs, welcher in verschiedenen Layouts gefahren werden kann.